# Dekanat zielonogórski
Dekanat zielonogórski – jeden z sześciu dekanatów eparchii wrocławsko-koszalińskiej, metropolii przemysko-warszawskiej, Kościoła greckokatolickiego w Polsce. Siedzibą dekanatu jest Szprotawa, gdzie rezyduje dziekan – ks. Andrij Bunzylo, mający pod swoją jurysdykcją 12 parafii.

## Parafie
Do dekanatu zielonogórskiego należą parafie
- św. Michała Archanioła – (Głogów)
- św. Jozafata Biskupa i Męczennika – (Gorzów Wielkopolski) - nabożeństwa w kościele rzymskokatolickim
- Przeniesienia Relikwii Św. Mikołaja Cudotwórcy – (Guzice) - nabożeństwa w kaplicy rzymskokatolickiej
- Świętych Cyryla i Metodego – (Międzyrzecz)
- Zwiastowania Najświętszej Maryi Panny – (Nowogród Bobrzański) – nabożeństwa w kościele rzymskokatolickim św. Bartłomieja
- św. Mikołaja – (Osiecko) – nabożeństwa w kościele rzymskokatolickim św. Mikołaja
- św. Łukasza Ewangelisty – (Poźrzadło) – nabożeństwa w kościele rzymskokatolickim Zwiastowania NMP
- Świętych Kosmy i Damiana – (Przemków)
- św. Włodzimierza i Olgi – (Skwierzyna) – nabożeństwa w kościele rzymskokatolickim św. Mikołaja
- Świętych Antoniego i Teodozjusza Pieczerskich i św. Michała Archanioła – (Strzelce Krajeńskie) – nabożeństwa w kościele rzymskokatolickim św. Franciszka z Asyżu
- Przemienienia Pańskiego – (Szprotawa)
- Opieki Matki Bożej – (Zielona Góra)